# زوزانا بیجوفسکا
زوزانا بیجوفسکا (چکی: Zuzana Bydžovská؛ زادهٔ ۱۰ اکتبر ۱۹۶۱) بازیگر اهل جمهوری چک است.
از فیلم‌ها یا مجموعه‌های تلویزیونی که وی در آن‌ها نقش داشته‌است، می‌توان به لیدیتسه و در سایه اشاره نمود.